# Walter Scott
Sir Walter Scott, I baronetto (Edimburgo, 15 agosto 1771 – Abbotsford House, 21 settembre 1832) è stato uno scrittore, poeta e romanziere britannico, considerato il padre del moderno romanzo storico, per il suo capolavoro Ivanhoe.

## Biografia

### Primi anni di vita

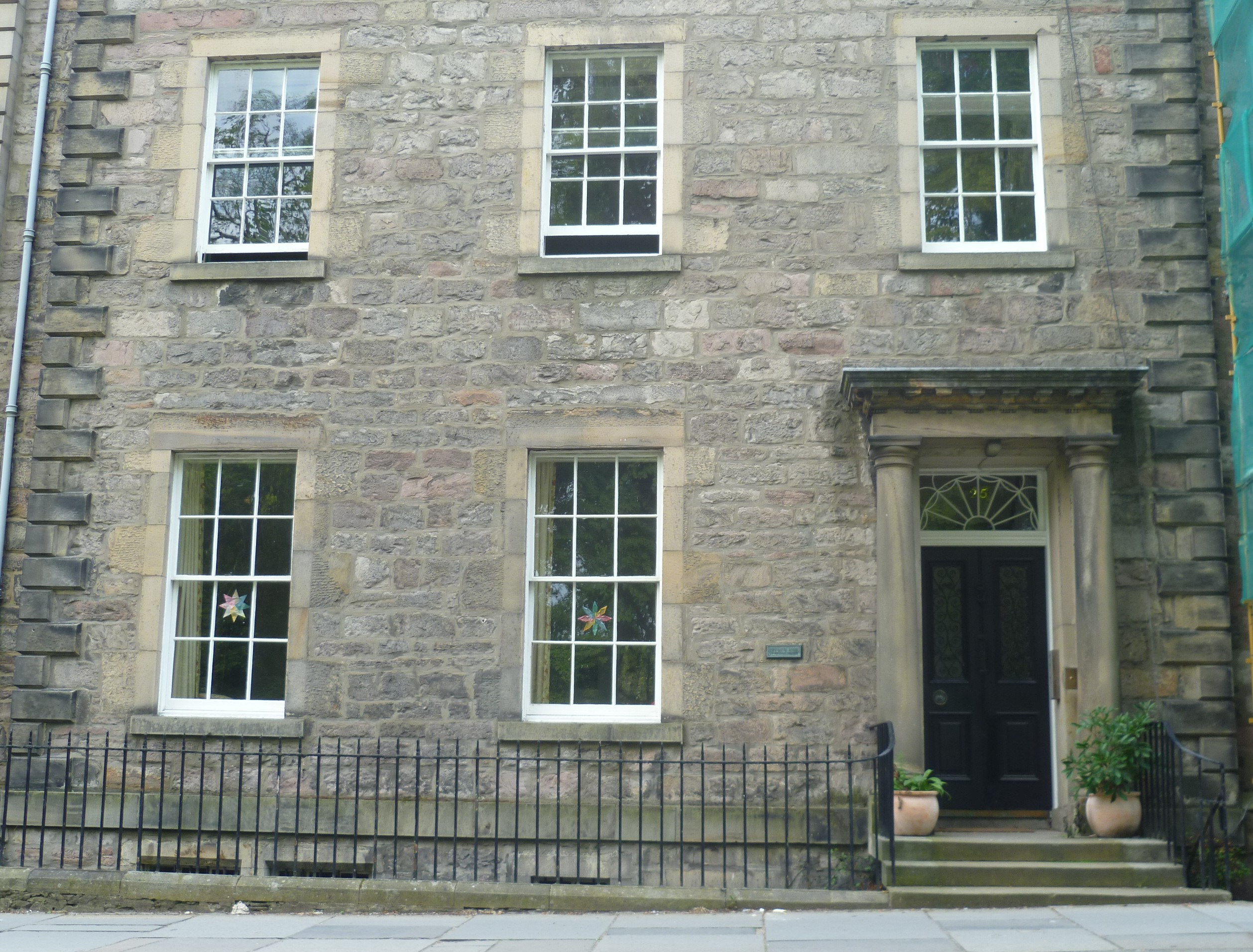
La casa a Edimburgo dove Walter Scott visse dai quattro ai ventisei anni (tra il 1775 e il 1797)

Walter Scott nacque il 15 agosto 1771 a Edimburgo da una famiglia di antiche tradizioni scozzesi; il padre, Walter, pur esercitando la professione di avvocato, si dedicava saltuariamente a studi storici e teologici; la madre, Anne Rutherford, colta e raffinata, era figlia primogenita di un professore di medicina dell'Università di Edimburgo.
Nel 1772 il piccolo Walter si ammalò di poliomielite, malattia che lo rese claudicante. Data la sua salute cagionevole, il giovane Scott trascorse i suoi primi anni di vita nella fattoria paterna di Sandyknowe, villaggio ubicato in una zona conosciuta come Border, al confine tra Inghilterra e Scozia. Si trattava di un'area piuttosto isolata, ma ricca di un grande repertorio di leggende e racconti di avventure, che suscitarono una vivissima impressione sull'animo del giovane. Inoltre, la fattoria sorgeva non lontano dalle rovine di Smailholm Tower, l'antica residenza paterna. Questi anni di vita trascorsi a contatto con la tradizione locale avrebbero esercitato una profonda influenza sulla sua produzione successiva, sia quella di ambito poetico che quella di genere prosastico. In particolare, lo scrittore fu fortemente colpito dai racconti dell'ultima insurrezione scozzese, la battaglia di Culloden del 1746, e delle dure conseguenze che essa ebbe sia sugli stessi combattenti, sia sugli animi della popolazione locale.
Nel 1775 poté fare ritorno ad Edimburgo e di lì si trasferì a Bath, dove iniziò cure presso le fonti termali. Tornato ad Edimburgo, nel 1778 il padre gli affiancò alcuni precettori perché lo preparassero agli studi imminenti: nel 1779 iniziò infatti a frequentare la prestigiosa Royal High School di Edimburgo. Con il migliorare delle sue condizioni di salute, aumentò anche la sua passione per lo studio: il giovane Walter, pur non rivelandosi uno studente particolarmente promettente, divorava romanzi, resoconti di viaggio, poemi e libri storici. Il suo insegnante, James Mitchell, gli trasmise i rudimenti dell'aritmetica e della storia della Chiesa di Scozia, con particolare attenzione al fenomeno dei Covenanters. Conclusi gli studi, Scott si trasferì presso una zia a Kelso, dove frequentò la locale Scuola di Grammatica: qui conobbe James Ballantyne, che in seguito avrebbe illustrato alcuni dei suoi libri.

### Le prime esperienze letterarie

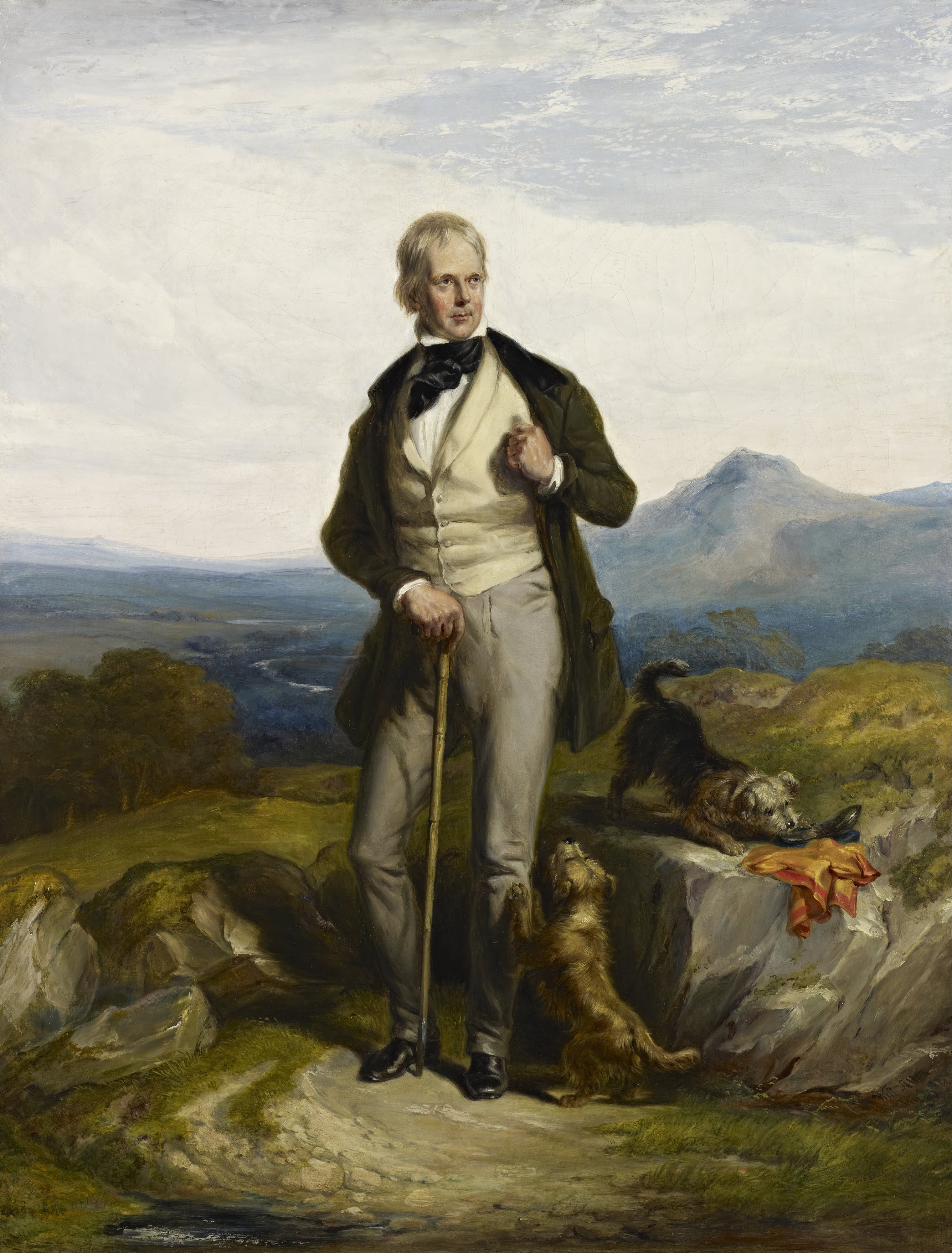
William Allan, Sir Walter Scott, 1771 - 1832. Novelist and poet (1844), dipinto, National Gallery of Scotland, Edimburgo

Essendo il padre un affermato avvocato, Walter fu indirizzato agli studi di diritto e iniziato alla professione forense. Pur non rispecchiando il suo vero interesse, la giurisprudenza sarà un aspetto preponderante nella sua produzione letteraria; nel mutamento delle leggi Scott vide il cambiamento sociale avvenuto nel corso dei secoli, il passaggio da una società arcaica ad una moderna. Fu nel 1783 che Scott, alla precoce età di dodici anni, iniziò a frequentare i corsi di legge presso l'università di Edimburgo; nel 1786, invece, entrò nello studio legale del padre, mentre nel 1792 conseguì la laurea e cominciò ad esercitare la professione in tribunale. Malgrado i successi nella carriera forense, che gli avevano fruttato nel 1799 la carica di sceriffo di Selkirk e nel 1806 quella di cancelliere di corte di giustizia, Scott preferiva dedicarsi agli studi letterari, con una predilezione particolare per la tradizione storica e mitologica per la Scozia. Nelle pagine della sua Autobiografia leggiamo infatti:
(Walter Scott, Ivanhoe, p. 563)
Scott, in particolare, concepì un ardente entusiasmo per Shakespeare, Spenser e Ossian, che ben presto abbandonò in favore di Thomas Percy, autore di una Reliques of Ancient poetry che lasciò tracce profonde sulla sua fantasia. Furono proprio i testi di Percy a ispirargli le sue primissime esperienze letterarie, per lo più traduzioni di ballate tedesche: nel 1795 tradusse la Lenore e Der Wilde Jäger ("Il cacciatore selvaggio") di Bürger e nel 1799 il Götz von Berlichingen di Goethe. Intanto, Scott decise di approfondire la propria conoscenza del folclore scozzese compiendo frequenti viaggi che non di rado lo portarono ad esplorare terre remote e poco visitate: si recò nelle Highlands e nel Lake District, dove conobbe Charlotte Genevieve Charpentier, una giovane fanciulla figlia di un rifugiato francese con la quale si sposò il 24 dicembre 1797. Da questa relazione, piuttosto felice, nacquero cinque figli.
Nel 1802 Scott pubblicò i due volumi delle Border Ballads (accresciuti a tre nel 1803), dove incluse anche poesie di sua mano, come Glenfillas, scritta nel 1799. La popolarità di queste composizioni spinse lo scrittore a scrivere nel 1805 The Lay of the Last Minstrel, un lungo romanzo in versi di argomento scozzese che ebbe un grande successo. Questo decollo letterario fu prontamente seguito dalla pubblicazione di altri poemi caratterizzati dal medesimo stile, quali Marmion nel 1808, The Lady of the Lake nel 1810, The Vision of Don Roderick nel 1811, Rokeby e The Bridal of Triermain nel 1813, The Lord of the Isles nel 1815.

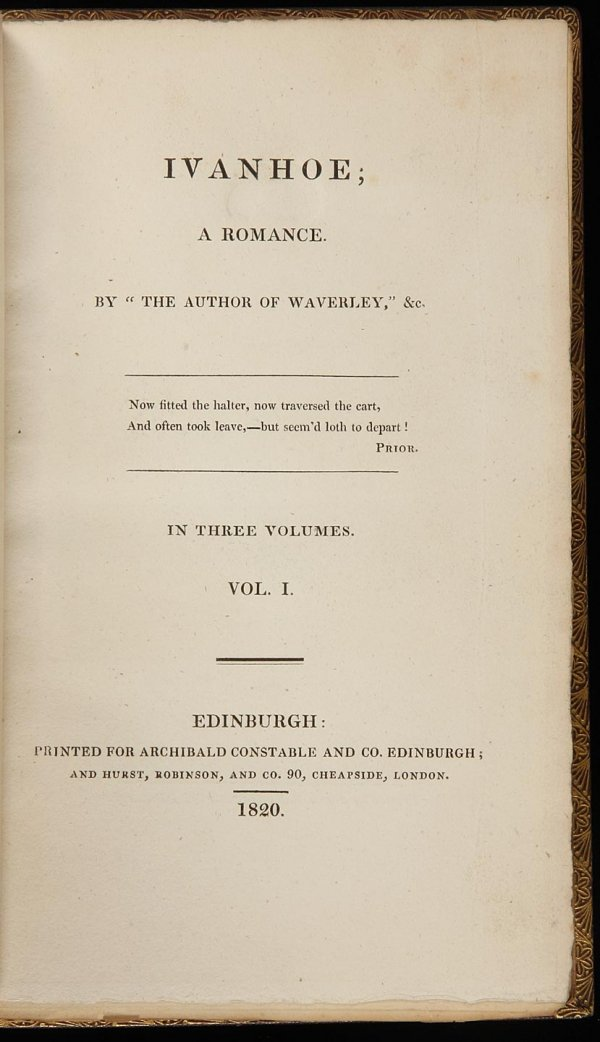
Frontespizio della prima edizione dellIvanhoe

### Il successo
L'incessante operosità di Scott non si limitò al solo piano letterario e giuridico. Oltre a continuare le ricerche che portarono alla gestazione delle Border Ballads, dedicò molto tempo anche al lavoro militare, assumendo anche un comando nel reggimento di cavalleria leggera di Edimburgo; dal 1808 iniziò a collaborare con la Quarterly Review, una rivista politico-letteraria di orientamento conservatore. Nel 1805, inoltre, Scott entrò a far parte di una tipografia fondata dall'amico Ballantyne; quando quest'ultima fallì nel 1812 si accordò con la società rivale di Constable, che basò la propria fortuna proprio sui suoi scritti. In questo modo Scott poté accumulare una notevole fortuna, con la quale poté coronare le proprie ambizioni di proprietario terriero: nel 1811 acquistò per quattromila sterline il castello di Abbotsford, possedimento che sarebbe stata la sua dimora fino alla fine dei suoi giorni.
Furono questi per lui anni di grande attività letteraria. Dopo aver constatato il declino della fortuna dei suoi romanzi poetici, genere nel quale signoreggiava lord Byron, Scott si cimentò nella composizione di romanzi storici, per i quali ben presto rivelò una particolare vocazione. Nel 1814 pubblicò Waverley, insieme a Ivanhoe oggi riconosciuto come il capostipite dei romanzi storici: il testo, che miscela il tema del romanzo gotico alle vicende storiche nazionali, conobbe una grandissima popolarità di critica e di pubblico. Fu questo solo l'inizio di un'incalzante serie di successi letterari: Guy Mannering fu pubblicato nel 1815; The Antiquary, The Black Dwarf e Old Mortality nel 1816; The Heart of Midlothian e Rob Roy nel 1818; The Bride of Lammermoor e The Legend of Montrose nel 1819; Ivanhoe, The Abbot e The Monastery nel 1820; Kenilworth nel 1821; The Pirate, The Fortunes of Nigel e Peveril of the Peak nel 1822; Quentin Durward nel 1823; St. Ronan's Well e Redgauntlet nel 1824; The Betrothed e The Talisman nel 1825; Woodstock nel 1826.
Tra il 1827 e il 1830 pubblica 4 volumi di Tales of a Grandfather, serie di racconti destinati ai ragazzi sulla cultura e la storia della Scozia.
Tra i testi appena elencati, speciale menzione merita Ivanhoe: quest'opera, che ricostruisce l'epoca delle crociate e di Riccardo Cuor di Leone, ebbe una grandissima eco negli ambienti romantici e sancì la fortuna del «romanzo storico» in tutta Europa, ispirando anche Alessandro Manzoni nella stesura de I promessi sposi.

### Gli ultimi anni

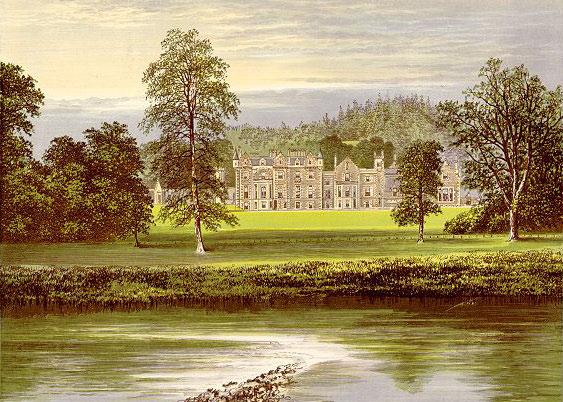
Abbotsford nel 1880

Poco prima della pubblicazione del Woodstock, le finanze di Scott subirono un tracollo. A causa del fallimento di Hurst e Blackett, agenti londinesi del Constable, si venne a formare un passivo di 117.000 sterline. Nonostante sia oggi difficile accertarne le effettive responsabilità, il dissesto finanziario era certamente dovuto anche alla cattiva amministrazione di Scott che, dando per scontata la stabilità finanziaria della società, aveva trascurato le questioni economiche, lasciandole al Ballantyne e ad altri che non disponevano di un'esperienza amministrativa pari alla sua.
Per nulla scoraggiato, lo scrittore si addossò tutto il debito e cercò di pagarlo autonomamente, senza aiuto alcuno: sebbene funestato dal lutto della moglie, scomparsa nel 1826, preso da una sorta di furor scriptorius, scrisse in questo periodo un gran numero di romanzi e di biografie, tra cui una Life of Napoleon. Ciò, tuttavia, non bastò: in due anni, infatti, i creditori riscossero solo 40.000 sterline.
Questo sforzo fu fatale per la sua salute. Colto nel 1830 da un colpo apoplettico, ne ebbe uno ancora più grave nell'aprile seguente: sperando che un clima più caldo potesse giovargli, nel settembre dello stesso anno si trasferì in Italia viaggiando su un incrociatore messogli a disposizione dal governo britannico. Ritornato in patria nella primavera del 1832, morì di tifo il 21 settembre 1832 nella propria dimora di Abbotsford. Il debito, che dopo la sua morte ammontava a 54.000 sterline, fu onorato vendendo la proprietà di Abbotsford e cedendo ai creditori i diritti d'autore delle sue opere.
Fu sepolto in una cappella dell'abbazia di Dryburgh.

## Stile

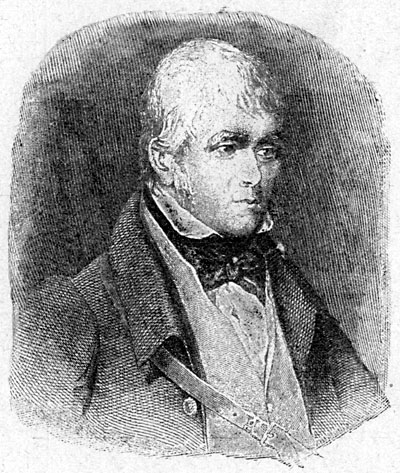
Immagine di Walter Scott

Sebbene immensamente popolari alla loro pubblicazione, i romanzi in versi di Scott esercitarono un'influenza trascurabile sulla letteratura inglese. Pur rivelando doti narrative notevoli, Scott non fu altrettanto abile nell'approfondimento psicologico e nell'intensità poetica: lacune, queste, che erano compensate da una fervida immaginazione e da un'inesauribile fantasia, che erano in grado di dare vita a descrizioni particolarmente efficaci. Per l'analisi del suo stile poetico si veda il commento di Ernest de Sélincourt:
Rilevando che il romanzo in versi non era in grado di esprimere appieno le sue potenzialità, Scott si rivolse allora al genere del romanzo storico, per il quale scoprì di avere una vera e propria vocazione. Già altri scrittori, in precedenza, avevano composto romanzi che, seppure anticipando per certi versi il modello scottiano, non disponevano di altrettanta verosimiglianza o di uno sfondo storico ben definito, come nel caso di The Castle of Otranto o The Mysteries of Udolfo. Scott, al contrario, era in grado di produrre opere in cui la vicenda narrata, pur contenendo elementi d'invenzione, era ambientata nel passato, in un'epoca ben definita e facilmente riconoscibile, della quale venivano ricostruite con fedeltà la vita e le consuetudini. Nelle sue opere egli aveva saputo miscelare abilmente invenzione e storia, fondando la vicenda narrata non sugli avvenimenti storici, bensì sugli interessi e sulle passioni pubbliche più che su quelle private (grandi personalità come Giacomo I e Luigi XI, Elisabetta e Maria regina di Scozia, Claverhouse e Montrose costituiscono solo lo sfondo dei suoi racconti).
(Ernest de Sélincourt)

## Fortuna critica

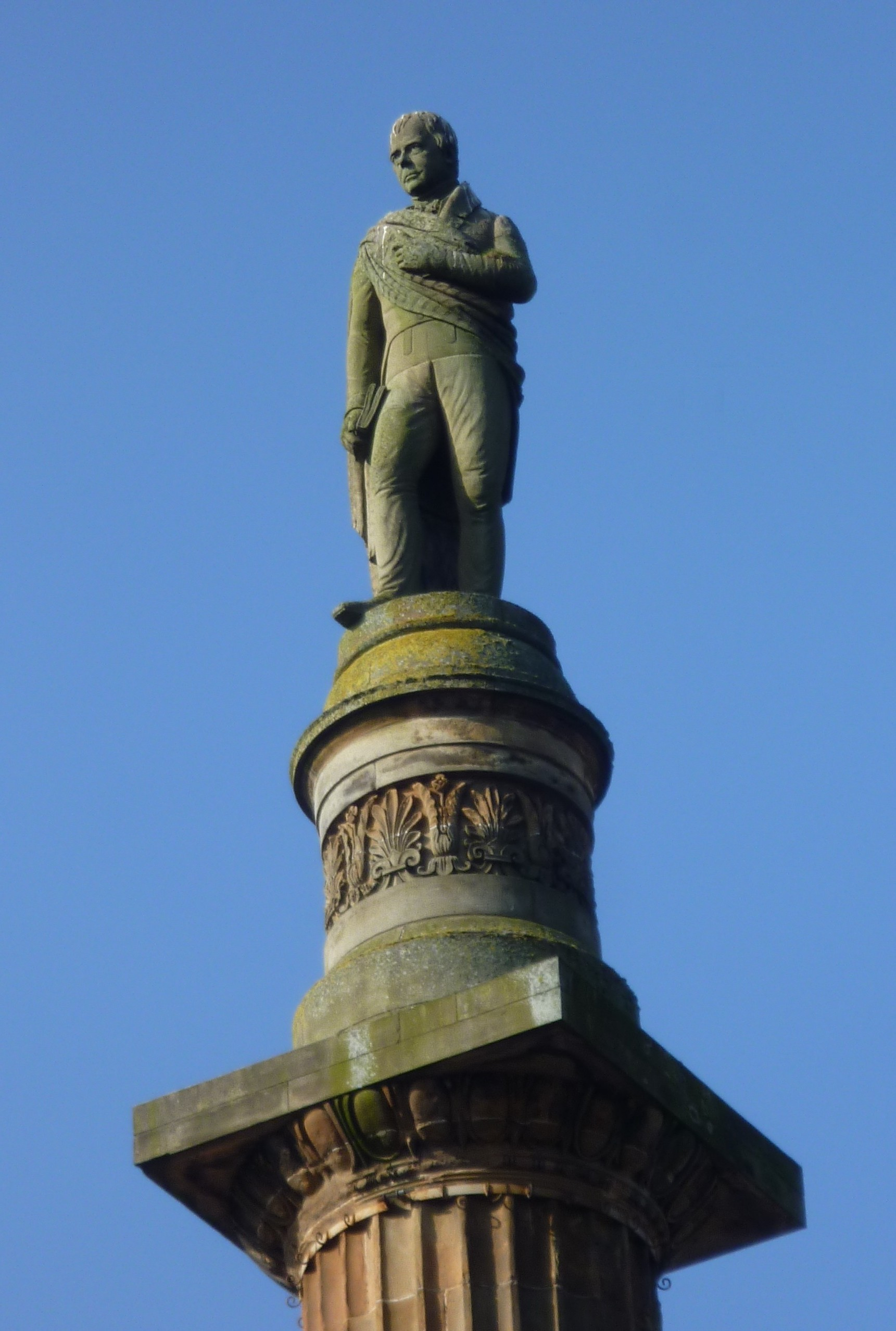
Statua di Walter Scott collocata sulla sommità del monumento a lui intitolato a Glasgow

Malgrado continuasse a godere di una grande popolarità sia in patria che all'estero, la produzione letteraria di Scott subì dure critiche da parte degli scrittori della fine dell'Ottocento che, essendo traghettati dalla temperie romantica a quella realista, lo consideravano uno scrittore per l'infanzia. Queste ostilità crebbero ancor di più poi nel Novecento: a titolo di esempio, nei suoi Aspetti del romanzo, E. M. Forster criticò aspramente lo stile di Scott, a suo giudizio maldestro e abborracciato, ridicolizzando le trame dei suoi romanzi (che giudicò essere troppo povere) e insistendo sulla piattezza dei suoi personaggi.
Malgrado ciò, Scott continuò ad essere riconosciuto come l'ideatore del moderno romanzo storico, con il quale esercitò un'influenza più che significativa sia in patria che in tutta Europa: tra i più sensibili alla sua produzione letteraria fu lo stesso Alessandro Manzoni, che dalla lettura di Ivanhoe fu indotto a scrivere un romanzo storico sulla società milanese del Seicento, a suo giudizio caratterizzata da «passioni, anarchia, disordine, follia, ridicolaggini».
Passando al XX secolo, il culto di Scott si ravvivò solo a partire dagli anni 1960, con la ricezione delle prime istanze postmoderniste. Fu proprio in questo periodo, infatti, che Scott fu oggetto di una grande riscoperta da parte della scena letteraria mondiale, e che fu decretato definitivamente quale uno dei massimi romanzieri scozzesi, in virtù del suo contributo alla letteratura con l'ideazione del moderno romanzo storico.
Walter Scott è uno dei tanti scrittori cui viene attribuito il celebre Canadian Boat-Song.